# Castrul roman Arutela

## Descriere
Castrul roman Arutela este un monument istoric, situat între localitățile Păușa și Căciulata, în punctul „Poiana Bivolari”, lângă orașul  Călimănești, fiind trecut în lista monumentelor istorice din 2004 și datând din epoca romană. Construcția se găsește pe malul stâng al Oltului, în vecinătatea Mănăstirii Cozia și în ambianța complexului hidroenergetic Turnu. 
Sunt atestați aici în 138 Surii sagittarii191. Pe un fragment mic din bronz indică prezența unui librarius cohortis I Hispanorum192. De asemenea, s-a mai găsit o ștampilă a legiunii V Macedonica193.

## Istoricul Cercetărilor
Rămășițele castrului au fost descoperite inițial în 1888, când au fost descoperite și două inscripții. Amatorii de antichități distrug câteva dintre rămășițe. P. Polonic a săpat între 1891 și 1892 toate băile și o porțiune din castru (latura estică, nordică și alte sondaje în incintă), rapoarte care s-au păstrat doar parțial în manuscrisul Tocilescu.

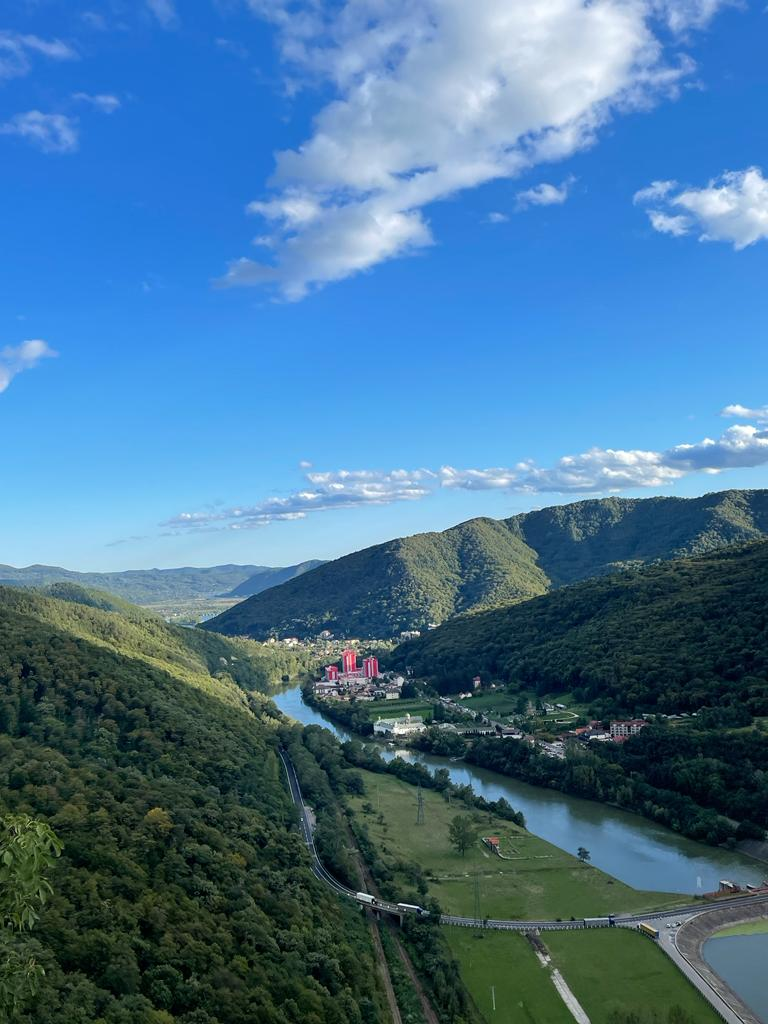
Panoramă de pe Turnul Arutelei (Turnul lui Teofil).

O parte a castrului a fost scufundat, între anii 1897 și 1902 din cauza construcției căii ferate Râmnicu Vâlcea – Râul iar băile, care au fost parțial afectate de râul Olt, au dispărut acum complet. Localizate pe malul stâng al râului Olt, între Cozia și Piscul Turnului, pe drumul roman se puteau vedea băile conform lui Dumitru Tudor.
Pe timpul săpăturilor arheologice s-au descoperit diferite obiecte ca arme, monede, vase și inscripții, expuse astăzi la Muzeul Militar din București. După terminarea săpăturilor, castrul Arutela a devenit monument istoric trecut în custodia Comitetului județean de Cultură Vâlcea și a Muzeului de istorie din Râmnicu Vâlcea. Între anii 1982–1983, castrul a fost refăcut după proiectul arhitectului Aurel Teodorescu, întocmit pe baza documentației realizate de Cristian Vlădescu, coordonatorul cercetărilor făcute anterior de Muzeul Militar. Lucrările de construcție au fost executate de C. Panco. S-a reconstituit pentru prima dată în România poarta pretoriană (porta praetoria) cu cele două turnuri care o flanchează.

## Dimensiuni
Dimensiunile castrului de piatră erau de 60,80 × 60,80 m și colțurile zidurilor sale groase de 1,6 m lucrate în opus incertum erau rotunjite: poarta Pretoria se află la N; turnuri de colț trapezoidale, ușor proeminente în exterior. PortaPrincipales nu era apărată de turnuri; străzile principale; principia este parțial distrusă; în praetentura s-a identificat un horreum și o altă construcție rectangulară cu dimensiunea de 20 × 9 m, a cărei utilitate nu a putut fi determinată. 
Sunt atestați aici în 138 Surii sagittarii191. Pe un fragment mic din bronz indică prezența unui librarius cohortis I Hispanorum192. De asemenea, s-a mai găsit o ștampilă a legiunii V Macedonica. 
Unele dintre clădirile care au fost întreținute pot fi vizitate după lucrările restauratoare. Porta Praetoria s-a refăcut folosind presupuneri ipotetice furnizate de o echipă de studiu în secolul al VIII-lea, marcând prima încercare de acest gen din România.
În zona inundată astăzi (de când a fost dat spre folosință barajul în 1982) a fostului rambleu a căii ferate se putea observa tăiat în stâncă la intrarea în defileu, la finele sec. al XIX- lea drumul roman dintre „Masa lui Traian” (care altă dată era parte din masivul muntos alăturat, izolat de acesta în urma montării căii ferate) la Vest și Vârful lui Teofil la Est.

## Turnul (Arutelei) de la Piscul lui Teofil
Pe vârful lui Teofil se găsește un turn (Arutela) care merită o atenție deosebită. Se află la aproximativ 900-1000 de metri nord de actualul castru Arutela, lângă stânca „Masa lui Traian” , pe prima creastă care iese în evidentă, din vest spre est până la vârful Muntelui Cozia. Pe „Vârful lui Teofil” a fost creată o platformă mică unde săpăturile arheologice au scos la iveală ruinele unui turn. Forma este puțin neobișnuită, seamănând cu trei sferturi de cerc ce are partea dreaptă orientată spre Est. S-a identificat o substrucție din mortar ce avea în componență mai multe fragmente de pământ. Înălțimea considerabilă la care este amplasat turnul oferă vizibilitate pe cursul Oltului spre Rădăcinești, în special cu Văratica sau alte turnuri din aval.